# Península de Foxe

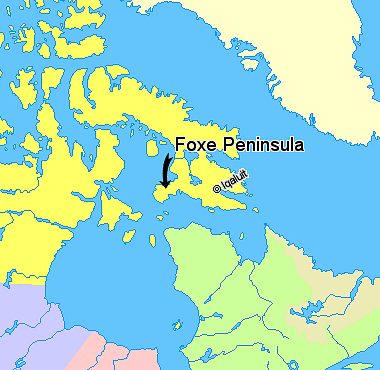
Península de Foxe, Nunavut, Canadà.
Nunavut
Grenlàndia
Quebec
Terranova i Labrador
Manitoba
Ontario

La península de Foxe és una península que es troba a l'extrem sud de l'illa de Baffin, a la regió Qikiqtaaluk de Nunavut, Canadà.

## Geografia
Es troba en l'extrem sud de l'illa i s'endinsa cap al mar en direcció sud-oest, dividint les aigües de la conca de Foxe, al nord, de les de l'estret de Hudson, al sud. L'istme té una amplada d'uns 80 km i la seva longitud en direcció EW, és d'uns 241 km, sent la seva amplària màxima de 161 km. La costa septentrional de la península és baixa, amb platges i amplies badies, mentre la meridional es troba molt fracturada amb abundants fiords i petites illes gairebé unides a la terra.
El seu extrem occidental és el cap Queen, al sud-est del qual es troba el llogaret Inuit de Cape Dorset.

## Història
La península du el nom de l'explorador anglès Luke Foxe, que en la seva expedició de 1631, fou el primer navegant conegut que s'endinsà per les aigües de la conca de Foxe, recorrent la costa occidental de l'illa de Baffin, fins que el gel el va obligar a fer-se enrere.